# Dansk Tidsskrift for Transportforskning
Dansk Tidsskrift for Transportforskning, med den engelske titel Danish Journal of Transportation Research, er et dansk videnskabeligt tidsskrift der udgiver på dansk og engelsk om emner indenfor transport.
Tidsskriftet har baggrund i Aalborg Universitets konference "Trafikdage".
Dets første udgivelser kom i 2019 og det har per 2021 kun udgivet forholdsvis få artikler.
Tidsskriftets udgivelsespolitik er fagfællebedømt og Diamond Open Access, hvor artiklerne er frit tilgængelige, det er gratis at udgive og indsendte artikler bedømmes af mindst to fagfæller.
Tidsskriftet benytter Open Journal System og er hostet fra Aalborg Universitets platform.
Ansvarshavende redaktør er Harry Lahrmann. Derudover er der i redaktionsgruppen blandt andre Malene Freudendal-Pedersen og Otto Anker Nielsen.